# Marie Valterová
Marie Valterová (krycím jménem sestra Jana, 9. listopadu 1921 ? Praha – 26. května 1945 československé pohraničí) byla členka československého odboje během druhé světové války, členka Skauta a Sokola, příslušnice odbojové skupiny Věrný pes z pražských Vinohrad, nositelka Československého válečného kříže in memoriam. Zahynula následkem zranění během bojů při Pražském povstání. Byla jednou z mála žen, které během povstání padly při přímých bojových akcích.

## Život
Narodila se nejspíš v Praze. Byla členkou Skauta a Sokola. Po vzniku Protektorátu Čechy a Morava roku 1939 se zapojila do činnosti v protinacistickém odboji v rámci odbojové skupiny Věrný pes. Působila mj. jako zpravodajská spojka.
Vyšila také prapor jednotky. Ten má rozměry 70 cm x 80 cm. Na bílé rubové straně (reversu) je černá hlava psa a na červené lícové straně (aversu) pak československý státní znak. Bytem byla hlášena Jánský Vrch 12, Praha III Malá Strana.
Od 5. května 1945 se se skupinou zapojila do bojů během Pražského povstání. V závěru povstání byla smrtelně zraněna poblíž Olšanských hřbitovů.

### Úmrtí
Zahynula v pohraničí 26. května 1945. Byla vyznamenána Československým válečným křížem in memoriam.
Památku na Marii Valterovou připomíná kenotaf (symbolický hrob) na hřbitově Malvazinky v Praze. Kenotaf je umístěn v těsné blízkosti pomníku „Obětem 2. světové války“ (věnovaný českým ženám v odboji 1939 – 1945). Na kenotafu je nápis: „Spojce Janě / Marie Valterové / *9.11.1921 + 26.05.1945 // Za věrnost přísaze, / za věrnost k praporu hnutí, / za věrnost vlasti až k smrti, / na nehynoucí paměť generacím příštím // Věnuje bývalé vojenské ilegální hnutí „Věrný pes“. (2. odboj).
Prapor oddílu Věrný pes je uložen ve fondech žižkovského vojenského muzea.

## Pomník obětem 2. světové války na hřbitově Malvazinky

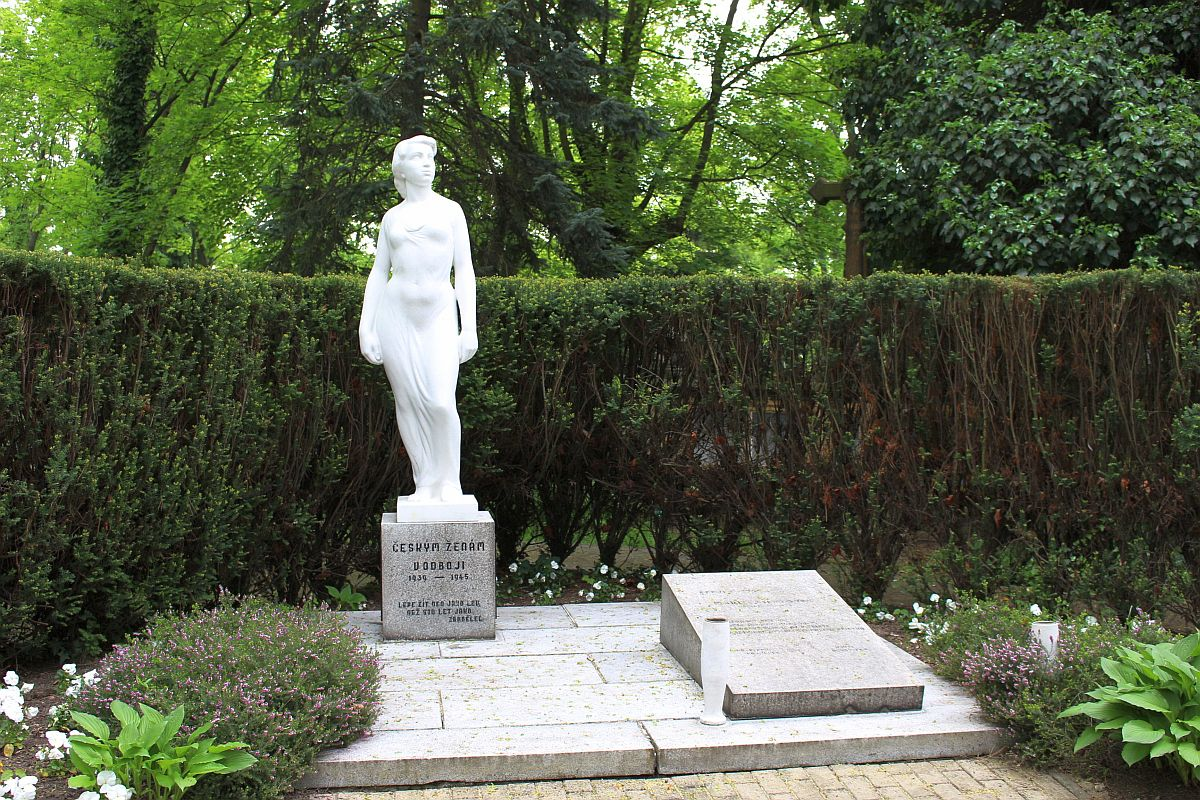
Kenotaf Na Malvazinkách
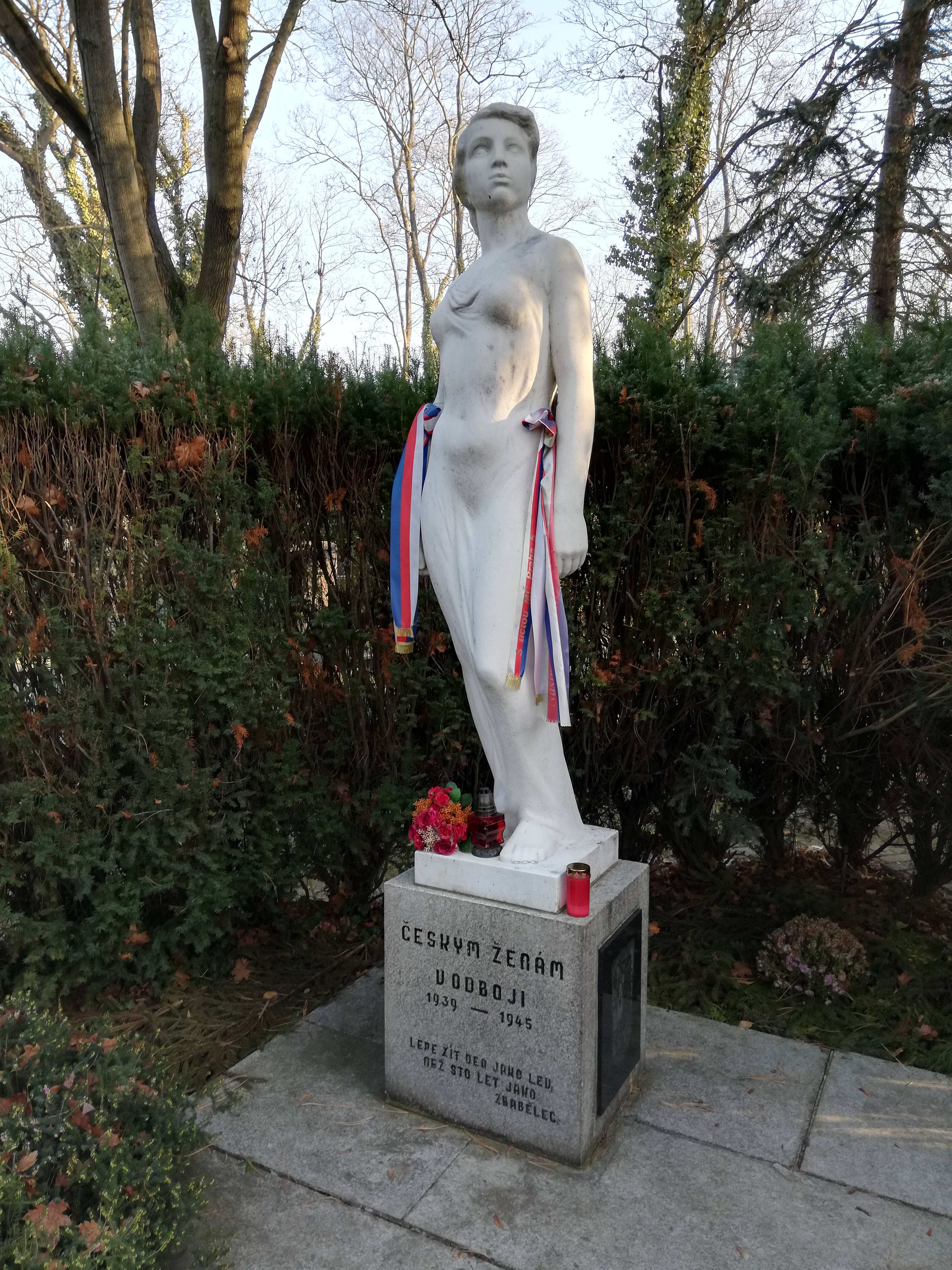
Pomník „Obětem 2. světové války“ (věnovaný českým ženám v odboji 1939 – 1945)
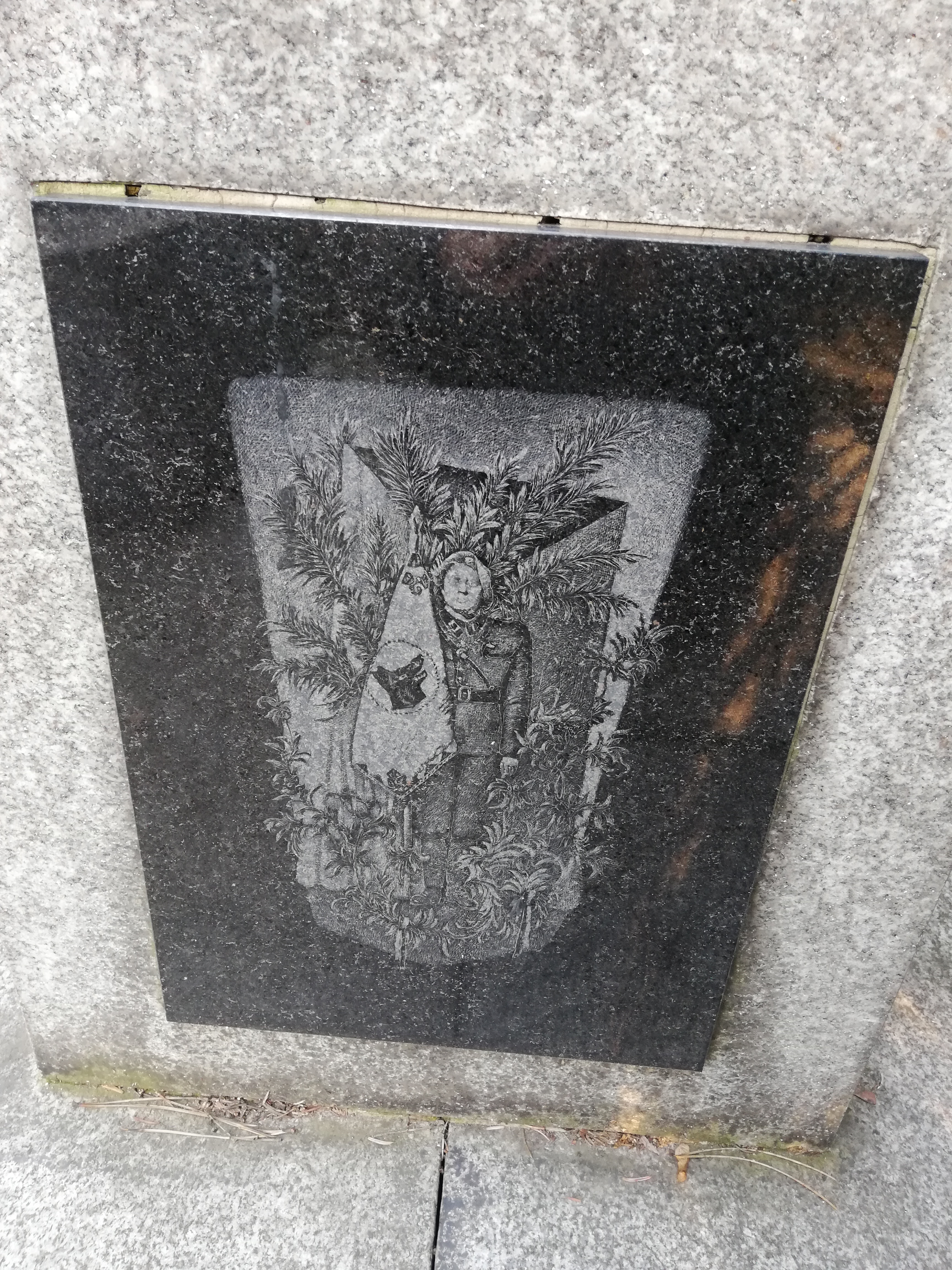
Pomník „Obětem 2. světové války“ (věnovaný českým ženám v odboji 1939 – 1945). Detail leptaného obrázku na pravé straně soklu (prapor se symbolem „Věrný pes“)
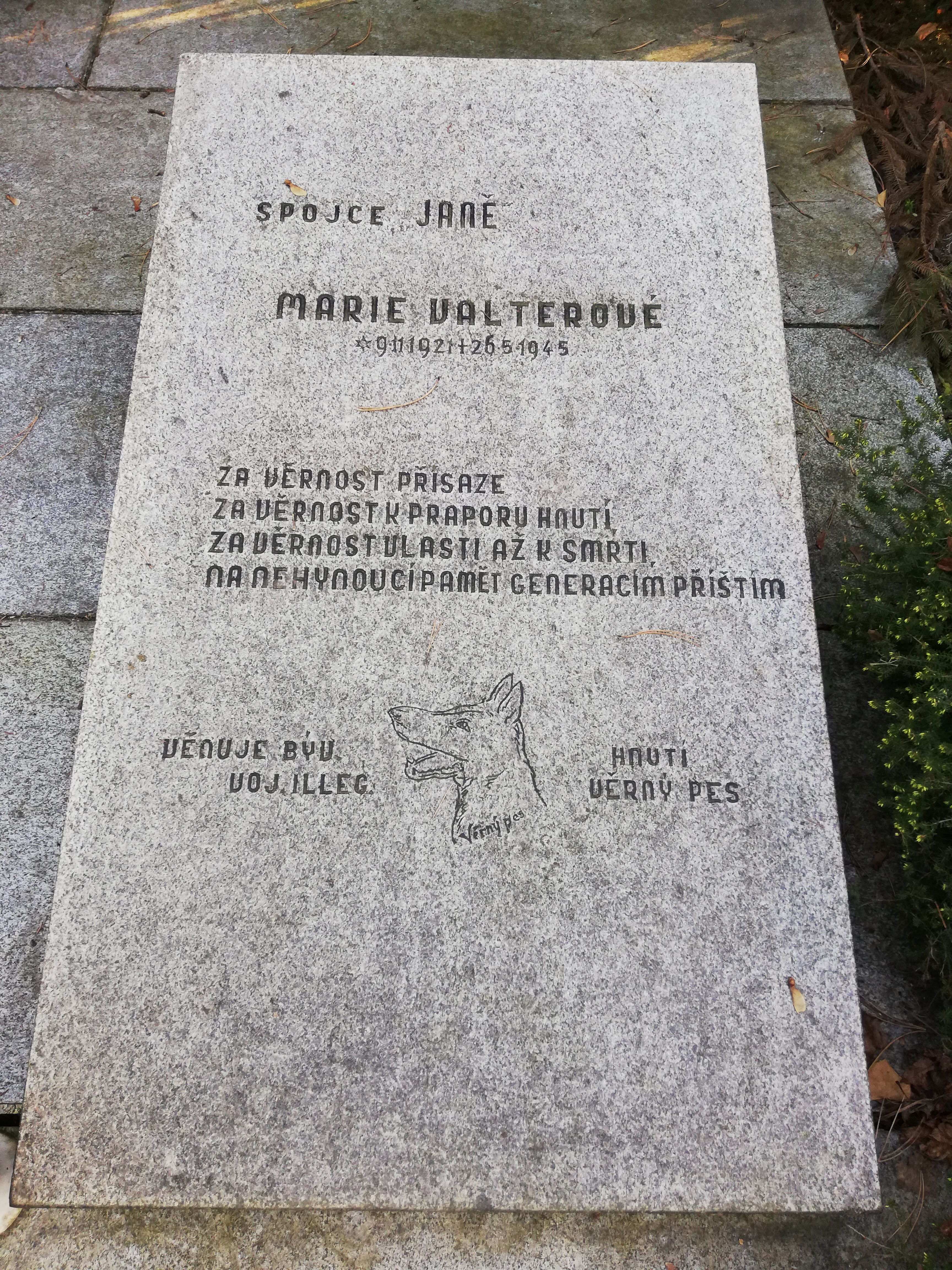
Kenotaf Marie Valterová (1921–1945)